# لیچیان (چین)
لیچیان (به لاتین: Liqian) یک منطقه باستانی و از شهرستان‌های پیشین در جمهوری خلق چین است. شهر باستانی لیچیان در حال حاضر بخشی از روستای ژلایژای است.

## اصالت مردم لیچیان
ناحیه‌ای که مطابق است با شهر قدیم لیچیان مردمی دارد که ویژگی‌های فیزیکی متفاوتی با دیگر مردم آسیای شرقی دارند، ویژگی‌هایی که در واقع بیشتر یادآور نژاد قفقازی است مثل دماغ عقابی، موهای روشن و چشم‌های آبی یا زاغ و رنگ پوست نسبتاً روشن. در قرن بیستم نظریه‌ای جنجالی ارائه شد مبنی بر اینکه مردم این شهر بازمانده‌های رومی‌های باستان هستند. طی نبرد حران میان اشکانیان و جمهوری روم، ده هزار نفر از ارتش روم اسیر شدند که به نظر می‌رسد این اسیران به شهر مرو واقع در مرزهای شمال شرقی اشکانیان فرستاده شدند و نقش مرزبانی را در آن ناحیه انجام می‌دادند. طبق فرضیه‌ای که اولین بار پروفسور تاریخ چین هومر اچ. دابز از دانشگاه آکسفورد در دهه ۱۹۵۰ ارائه کرد، این رومیان بعدتر در نبرد ژیژی میان دودمان هان چین و شیونگ نو به عنوان مزدور به خدمت گرفته شدند. تاریخنگاران چینی سخن از استفاده از آرایش نظامی شبیه «پوست ماهی» طی این نبرد سخن به میان آورده‌اند که به گفته برخی، اشاره به آرایش نظامی معروف لاک‌پشتی (Testudu) لژیون‌های ارتش روم است. تحقیقات مختلفی تاکنون به منظور تأیید یا رد این نظریه انجام شده‌است. تاکنون هیچ شیء تاریخی مربوط به رومیان، مثل سکه‌ها یا سلاح‌های رومی در این منطقه یافت نشده است، و این یکی از دلایل مخالفت برخی از محققان است. همچنین از زمان‌های پیش از دوران رومیان مردمانی در آن نواحی حضور داشتند که خصوصیتهای نژاد قفقازی داشتند و به زبان‌های هندواروپایی سخن می‌گفتند، ازجمله یوئه‌چی‌ها، ووسون‌ها، باسمول‌ها، و تخارها. آزمایشهای ژنتیکی روی کروموزوم Y این نظریه را رد می‌کند و به نظر می‌رسد که مردم لیچیان زیرمجموعه‌ای از قوم هان هستند. طبق خبرگزاری تلگراف، آزمایشها نشان می‌دهند برخی از مردم این شهر ۵۶ درصد ژن نژاد قفقازی دارند، اما نتیجه‌گیری ای پیرامون اصلیت این مردم گرفته نشده است.